# جون ستيث بمبرتون
جون ستيث بمبرتون (بالإنجليزية: John Stith Pemberton)‏ مخترع الكوكا كولا، ولد 8 يوليو 1831م في ولاية جورجيا في مدينة روم، وبعد ولادته انتقلت عائلته إلى مدينة أتلانتا بنفس الولاية.

## حياته الشخصية
التقى بمبرتون بآن إليزا كليفورد لويس من كولومبوس في جورجيا والمعروفة لأصدقائها باسم كليف، كانت طالبة في كلية ويسليان في ماكون. تزوجا في كولومبوس عام 1853. أنجبا طفلهما الوحيد تشارلز ني بمبرتون عام 1854.
عاشا في بيت بني على الطراز الفيكتوري وهو بيت بمبرتون في كولومبوس ويمتلك أهمية تاريخية إذ أضيف إلى السجل الوطني للأماكن التاريخية في 28 سبتمبر عام 1971.

## اختراعه الكوكا كولا
أصيب الدكتور بمبرتون في أبريل 1865 بجرح في الصدر خلال معركة كولومبوس. وسرعان ما أدمن على المورفين المُستخدم لتخفيف ألمه.
بدأ في عام 1866 البحث عن علاج لإدمانه، وبدأ في تجربة مسكنات الألم لتكون بمثابة بدائل خالية من المورفين. كانت أول وصفة له هي شراب دكتور توغل المركب من زهرة العالم، حيث صنع المكون النشط من نبات سام شائع في ألاسكا. بدأ بعد ذلك في تجربة الكوكا ونبيذ الكوكا، وصنع في النهاية وصفة تحتوي على منتجات من جوز الكولا والدميانة، والتي سماها كوكا النبيذ الفرنسي لبمبرتون.
وفقًا لفيل موني مؤرخ كوكا كولا، فإن مشروب الصودا الشهير عالميا لبمبرتون «أنشأ في كولومبوس في جورجيا ونُقل إلى أتلانتا». أُعلن عن دواء بمبرتون بسبب القلق العام من إدمان المخدرات والاكتئاب وإدمان الكحول بين قدامى المحاربين والوهن العصبي بين النساء الجنوبيات شديدي التوتر، وقيل إنه مفيد جدًا.
اضطر بمبرتون إلى إنتاج بديل غير كحولي عن نبيذه الفرنسي كوكا في عام 1886 عندما سنت أتلانتا ومقاطعة فولتون تشريعات جديدة. اعتمد بمبرتون على مالك متجر الأدوية في أتلانتا يدعى ويليس إي فينابل لاختبار وصفة مشروباته ومساعدته على تحسينها، إذ اخترعها بالتجربة وتصحيح الخطأ. وضع بمبرتون بمساعدة فينابل مجموعة من التوجيهات لإعداد مشروبه.
مزج الشراب الرئيسي بالماء المكربن عن طريق الصدفة عند محاولة صنع كوب آخر من المشروب. ثم قرر بمبرتون بيعه كمشروب غازي بدلًا من دواء. أطلق فرانك ماسون روبنسون اسم كوكا كولا ويشير الاسم إلى المكونين الرئيسيين للمشروب، لكن بسبب الجدل حول محتواه من الكوكايين قالت شركة كوكا كولا في وقت لاحق إن الاسم لا معنى له. كتب روبنسون بخط يده على الزجاجات والإعلانات. قدم بمبرتون العديد من الادعاءات الصحية لمنتجه، ووصفه بأنه منشط قيّم للدماغ من شأنه علاج الصداع وتخفيف الإرهاق وتهدئة الأعصاب، وسوقه على أنه «لذيذ ومنعش ونقي ومبهج ومنشط».

## بيع بمبرتون أعماله
أصيب الدكتور بمبرتون بالمرض وشبه الإفلاس بعد وقت قصير من وصول كوكا كولا إلى السوق. كان مريضًا ويائسًا وبدأ في بيع حقوق وصفته لشركائه التجاريين في أتلانتا. تمثل جزء من دوافعه للبيع في أنه كان لا يزال يعاني من إدمان المورفين المستمر باهظ الثمن. واجه بمبرتون حدسه الذي ظنَّ أن وصفته «ستكون يومًا ما مشروبًا وطنيًا»، لذا حاول الاحتفاظ بنصيب من الملكية لتركه لابنه. ومع ذلك أراد ابن بمبرتون المال لذلك باع في عام 1888 الجزء المتبقي من براءة الاختراع للصيدلي آسا جريجز كاندلر في أتلانتا مقابل 1750 دولارًا أمريكيًا، والتي تعادل في عام 2019 نحو 47298 دولارًا أمريكيًا بالقوة الشرائية.

## موته
توفي جون بمبرتون بسبب سرطان المعدة عن عمر ناهز 57 عام 1888. عانى وقت وفاته أيضًا من الفقر والإدمان على المورفين. أعيد جثمانه إلى كولومبوس في جورجيا حيث دُفن في مقبرة لينوود. تظهر على قبره رموز توضح خدمته في الجيش الكونفدرالي وعضويته كماسوني. استمر ابنه تشارلي في بيع حقوق وصفة والده، توفي تشارلز بمبرتون بعد ست سنوات بعد أن أصبح مدمنًا على الأفيون.